# یواس‌اس اس-۱۰ (اس‌اس-۱۱۵)
یواس‌اس اس-۱۰ (اس‌اس-۱۱۵) (به انگلیسی: USS S-10 (SS-115)) یک زیردریایی بود که طول آن ۲۳۱ فوت (۷۰ متر) بود. این زیردریایی در سال ۱۹۲۰ ساخته شد.